# Gotley-Gletscher
Der Gotley-Gletscher ist ein 8 km langer Gletscher auf der Insel Heard. Er fließt von den eisbedeckten Hängen des Vulkans Big Ben zur Südwestküste der Insel, die er zwischen Kap Arkona und Kap Labuan erreicht. Mit einer Fläche von um die 32 km² (Stand 2019) ist der Gotley der größte der 29 Gletscher auf Heard.
Teilnehmer der Australian National Antarctic Research Expeditions kartierten ihn 1948 und benannten ihn nach Aubrey V. Gotley (1915–1983), Chefmeteorologe und diensthabender Offizier bei dieser Forschungsreise.